# Condado de Rábago
El condado de Rábago (o Rávago) es un título nobiliario español creado por el rey Carlos III, con el vizcondado previo de San Antonio, el 18 de octubre de 1774, a favor de Domingo de Rábago y Gutiérrez, vecino de México.  El palacio barroco de los condes de Rábago,  en la calle de Capuchinas, hoy Venustiano Carranza, Ciudad de México, fue construido por el arquitecto Lorenzo Rodríguez; la fachada fue trasladada posteriormente a la nueva sede de la Academia Mexicana de la Historia, en Plaza Carlos Pacheco no. 21. 
El condado fue rehabilitado en 1950 a favor de Rafael de los Casares y Moya.
El actual titular, desde 1982, es Mauricio de los Casares y Bergstrom, conde de Rábago.

## Condes de Rábago
|                                             | Titular                                     | Periodo                         |
| Creación en 1774 por Carlos III             | Creación en 1774 por Carlos III             | Creación en 1774 por Carlos III |
| ------------------------------------------- | ------------------------------------------- | ------------------------------- |
| I                                           | Domingo de Rábago y Gutiérrez               | 1774-1786                       |
| II                                          | Domingo de Rábago Peinado                   |                                 |
|                                             | (...)                                       |                                 |
| Rehabilitación en 1950 por Francisco Franco |                                             |                                 |
|                                             | Rafael de los Casares y Moya                | 1950-1978                       |
|                                             | Mauricio de los Casares y Bergstrom Peinado | 1982-actual titular             |

## Historia de los condes de Rábago
- Domingo de Rábago y Gutiérrez, I conde de Rábago.

Le sucedió su hijo:
- Domingo de Rábago Peinado, II conde de Rábago.

(...)
Rehabilitado en 1950 a favor de:
- Rafael de los Casares y Moya (†1978), conde de Rábago.

Le sucedió, en 1982, su nieto (hijo de su hijo Pío de los Casares y de Yllana, y de la esposa de éste, Karin Bergstrom y de la Torre):
- Mauricio de los Casares y Bergstrom, conde de Rábago.

Actual titular.